# "Dr. Death" Steve Williams
Steven Williams (Lakewood, 14 de maio de 1960 – Denver, 29 de dezembro de 2009) foi um lutador de wrestling profissional norte-americano mais conhecido pelo ring name "Dr. Death" Steve Williams.

## No wrestling
- Ataques e movimentos secundários
  - Backdrop Driver
  - Doctor Bomb (Gutwrench powerbomb pin)
  - Oklahoma Stampede — inovação
  - Elevated powerbomb
  - Military press into a drop or a slam
  - Variações múltiplas de suplex
    - Release dragon
    - Release German
    - Release tiger

  - Scoop powerslam
  - Three–point stance shoulder block

- Managers
  - Jim Ross
  - Oklahoma
  - Kevin Sullivan
  - Skandor Akbar

- Apelido
  - "Dr. Death"

- Tema musical
  - I Love It Loud por Kiss (No Japão)

## Campeonatos e prêmios
- All Japan Pro Wrestling
  - AJPW Triple Crown Heavyweight Championship (1 vez)[1]
  - AJPW Unified World Tag Team Championship (8 vezes) — com Terry Gordy (5), Gary Albright (1), Vader (1) e Johnny Ace (1)[2]
  - World's Strongest Tag Team League (1990, 1991) — com Terry Gordy
  - World's Strongest Tag Team League (2000) — com Mike Rotundo

- Asylum Championship Wrestling
  - ACW Heavyweight Championship (1 vez)

- International Wrestling Association of Japan
  - IWA World Tag Team Championship (1 vez) — com Ryo Miyake[3]

- NWA Mid-Atlantic Championship Wrestling²
  - NWA Mid-Atlantic Heavyweight Championship (1 vez)[4]

- Mid-South Wrestling Association / Universal Wrestling Federation
  - Mid-South Tag Team Championship (2 vezes) — com Ted DiBiase[5]
  - UWF World Heavyweight Championship (1 vez)[6]
  - UWF World Tag Team Championship (1 time) — com Ted DiBiase[7]

- Pro Wrestling Illustrated
  - PWI Most Improved Wrestler of the Year (1985)
  - PWI Tag Team of the Year (1992) com Terry Gordy
  - PWI colocou na posição 8 entre os 500 melhores lutadores individuais da PWI 500 em 1991.

- United States Wrestling Association
  - USWA Southern Heavyweight Championship (1 time)[8]

- Universal Wrestling Federation (Herb Abrams)
  - UWF SportsChannel Television Championship (1 vez)
  - UWF World Heavyweight Championship (1 vez)

- World Championship Wrestling
  - NWA United States Tag Team Championship (1 vez) — com Kevin Sullivan[9]
  - NWA World Tag Team Championship (Mid-Atlantic version) (1 vez) — com Mike Rotunda[10]
  - WCW World Tag Team Championship (1 vez) — com Terry Gordy[11]

- Wrestling Observer Newsletter awards
  - 5 Star Match (1993) vs. Kenta Kobashi em 31 de agosto
  - 5 Star Match (1995) com Johnny Ace vs. Mitsuharu Misawa e Kenta Kobashi em 4 de março
  - 5 Star Match (1996) com Johnny Ace vs. Mitsuharu Misawa e Jun Akiyama em 7 de junho em Tóquio
  - Match of the Year (1996) com Johnny Ace vs. Mitsuharu Misawa e Jun Akiyama em 7 de junho em Tóquio
  - Most Improved (1985)
  - Rookie of the Year (1982)
  - Tag Team of the Year (1992) com Terry Gordy

¹Gordy e Williams unificaram o WCW World Tag Team Championship com o NWA World Tag Team Championship após vencer o título NWA em um torneio de tag team. Isso acontece quase quatro anos após a compra de Ted Turner de Mid-Atlantic Championship Wrestling de Jim Crockett, Jr. Ele renomeou a promoção World Championship Wrestling, mas manteve uma filial NWA até Setembro de 1993. Como resultado, os dois títulos foram separados mais uma vez e Gordy e Williams são agora reconhecidos como tendo dois reinados separados, com dois títulos diferentes, em vez de um reino unificado.